# Alfred Rattray
Alfred Adolphus Rattray (* 19. Januar 1925 in Saint Ann; † 20. März 2005) war ein jamaikanischer Rechtsanwalt, Diplomat und Politiker der People’s National Party (PNP).

## Leben
Rattray besuchte zunächst die Porus Primary School, dann die Excelsior High School, bevor er an der London School of Economics studierte. Ab 1949 war er in Jamaika im öffentlichen Dienst tätig. Ab 1964 arbeitete er für die Anwaltskanzlei Myers, Fletcher & Gordon, im folgenden Jahr wurde er Partner der Kanzlei. Zwischen 1961 und 1975 war er daneben als Dozent an der University of the West Indies tätig. In den Jahren 1975 bis 1980 war er Botschafter Jamaikas in Washington, D.C. (USA) und bei der Organisation Amerikanischer Staaten. Von 1989 bis zu seinem Eintritt in den Ruhestand im Jahr 2002 war Rattray Mitglied des Senats.
Rattray war verheiratet und Vater von zwei Kindern.